# Bodom träsk
Bodom träsk (finska Bodominjärvi) är den största sjön i Esbo, Finland. Sjön är ungefär tre kilometer lång och en kilometer bred. Sjön har två öar, Storören och Lillören.
Bodom träsk ligger 22,9 meter över havet. Den är 12,73 meter djup. Arean är 4,12 kvadratkilometer och strandlinjen är 12,45 kilometer lång. I omgivningarna runt Bodom träsk växer i huvudsak blandskog.
Vatten från Grundträsket invid Bodomsjön avrinner till den östra delen av sjön. Vatten från Vällskog Långträsk respektive Kalajärvi avrinner genom Marbäcken till den norra delen av sjön. Det gör även vatten från Lukträsket genom Lukubäcken. Sjön avrinner via Oitån, Glomsån och Esbo å till Esboviken (i Finska viken).

## Vattenkvalitet
Bodom träsk är en övergödd sjö. En av faktorerna till övergödningen är det näringsrika vattnet, som avrinner från Luku- och Marbäcken. Övergödningen har lett till att halten av olika alger, särskilt kiselalger och blågröna alger, är tämligen hög i sjövattnet. En annan faktor är den låga syrehalten på bottnen i de djupa delarna av sjön, vilken bidrar till en inre belastning.

## Bodommorden
Huvudartikel Bodommorden
Den 5 juni 1960 mördades två 15-åriga flickor och en 18-årig pojke i ett tält vid sjön. Denna händelse, de så kallade Bodommorden är bland de mest omskriva morden i Finlands historia. Morden är ännu olösta. 2005 gjorde man ett försök att med modern DNA-analysteknik undersöka den ende överlevandes, Nils Gustavssons, skuld i det hela men utgående från resultatet var det inte möjligt att bevisa hans skuld/oskuld i det hela och han friades från anklagelserna.

## Trivia
Det finländska hårdrocksbandet Children of Bodom har tagit sitt namn efter denna incident. Bandet har som tradition att alltid göra minst en låt om Bodom träsk på sina skivor.